# Sobrado na travessa da Conceição, n.º 1
O Sobrado à Travessa da Conceição, n. 1, também conhecido como, Antigo Fórum Edgard Matta é um casarão fundado no século XIX localizado no município de Nazaré, no interior do estado da Bahia.

## História
Fundada no século XIX e localizado no município de Nazaré, no interior do estado da Bahia, o Sobrado à Travessa da Conceição, n.1 é um casarão notório no município. O sobrado pertencia a Joaquim Porfírio de Souza, senhor de engenhos do estado baiano. A edificação tem sua fachada voltada para o Rio Jaguaripe e possui elementos arquitetônicos do movimento neoclássico.
O solar recebeu em 3 de novembro de 1859, D. Pedro II recebeu a visita do imperador que pernoitou no casarão à convite de Joaquim Porfírio de Souza. Pelo favor feito ao imperador, Joaquim foi agraciado com a condecoração Ordem de Cristo. No início do século XX, no ano de 1910, o senhor Aculpro Leony da Silva e sua esposa, Braudina Rodrigues Brito da Silva, adquiriram o imóvel, que passou a se chamar Vila Leonora.
Outro visitante ilustre do imóvel foi o jurista e político Ruy Barbosa, que pernoitou no imóvel em 19 de dezembro de 1919 segundo uma placa comemorativa fixada no casarão.
Na década de 1950, no governo de Régis Pacheco, juntamente com seu Secretário da Viação, Eunápio Peltier de Queiroz, o casarão foi adquirido pelo Governo do Estado da Bahia. Sob a governança do Estado, o prédio tornou-se sede da Estrada de Ferro de Nazaré. Com a desativação da ferrovia no ano de 1965, o prédio foi abandonado, permanecendo nessa situação até o ano de 1977, quando passou a ser habitado pelo Fórum Edgard Matta.
O fórum operou no prédio até o ano de 2013, quando o mesmo mudou para o segundo andar de uma agência bancária na cidade, até sua mudança definitiva para um prédio próprio em 2018.

## Tombamento
Devido a sua importância histórica e arquitetônica para o município de Nazaré, no ano de 1981, a edificação passou pelo processo de tombamento histórico junto ao Instituto do Patrimônio Artístico e Cultural da Bahia (IPAC), órgão vinculado ao governo estadual da Bahia que visa conservar a memória do estado.